# TRIZ
TRIZ，（俄语： 俄语缩写“ТРИЗ”翻译为“发明家式的解决任务理论”，用英语标音可读为Teoriya Resheniya Izobreatatelskikh Zadatch，缩写为TRIZ。英文说法：Theory of Inventive Problem Solving，TIPS），可理解为发明式的问题解决理论，也有人缩写为TIPS。
TRIZ，正體中文翻譯為「萃思」，取其「萃取思考」之義。

## 序言
TRIZ是创造式的解决问题方式（TRIZical Creatology）。是否可以能凭学习而成为发明者吗？苏联工程师和研究学者根里奇·阿奇舒勒（俄语：Ге́нрих Сау́лович Альтшу́ллер）相信实际上这样的事情是可能的。他开发了TRIZ ，那就是发明科学的理论和实践。

## 历史
TRIZ是前苏联亞塞拜然发明家根里奇·阿奇舒勒所提出的，他从1946年开始领导数十家研究机构、大学、企业组成了TRIZ的研究团体，通过对世界高水平发明专利（累计250万件）的几十年分析研究，基于辩证唯物主义和系统论思想，提出了有关发明问题的基本理论。
它的理论核心包括：基本理论和原理，具体包括：
1. 总论（基本规则、矛盾分析理论、发明的等级）、
2. 技术进化论、
3. 解决技术问题的39个通用工程参数及40个发明方法，
4. 物场分析与转换原理及76个标准解法，
5. 发明问题的解题程序（算子），
6. 物理效应库。

总之，TRIZ是一个包括由解决技术问题，实现创新开发的各种方法到算法组成的综合理论体系。

## 終極理想解的確認
所謂終極理想解（ultimate ideality）是指一個解決方案能帶來各種效益而且不會增加成本或帶來任何壞處，在TRIZ理論中，在邁向解決問題的流程上，須先拋開各式各樣客觀的限制因素，通過理想化來定義問題的終極理想解，以明確理想解所存在的方向和位置，以求在設計解決問題的過程中沿著此目標前進並獲得最終理想解，從而避免了傳統創新設計方法中以Brainstroming或Try & Error方式缺乏目標的弊端，提升了創新設計的效率。

## 世界上的TRIZ
- The Altshuller Prize（页面存档备份，存于） for outstanding achievements in applying and/or advancing TRIZ.
- The TRIZ Journal（页面存档备份，存于）
- Official G.S. Altshuller foundation （页面存档备份，存于）
- Journal of TRIZ in Engineering Design
- Anti TRIZ-Journal（页面存档备份，存于） Critiques of TRIZ by the former close associates of Altshuller
- Associations: ETRIA（页面存档备份，存于） European TRIZ Association
- Institutions supporting TRIZ: IMechE Institution of Mechanical Engineers TRIZ Network
- Conferences: TRIZ FUTURE 2005，TRIZCON2006，...
- Mailing goups: at Topica.com，at YahooUK（页面存档备份，存于），TRIZ Learners at Yahoo（页面存档备份，存于），c_triz at Yahoo（页面存档备份，存于），Altshuller Institute Mailing List
- TRIZ-Guide（页面存档备份，存于） On-line TRIZ studying courses
- Articles in Publications: The Manufacturer.com:  The science of invention by Mark Wallace Can a theory cooked up by a Soviet labor camp survivor solve today's thorniest engineering problems and make the world a better place?
- TIES - The Magazine of Design and Technology Education: TRIZ: The Wow Factor by Cal Halliburton. PDF file.
- PROFIT, Oracle's e-Business Magazine: Seeing the Forest for the TRIZ
- page=1&strQueryText=TRIZ&strSponsorerName=&strSponsorerLogoFile= Machine Design: A systematic way to solve technical problems (PDF) （页面存档备份，存于）
- Machine Design: Inventive Troubleshooting - article on Anticipatory Failure Determination™ (PDF)
- Control Engineering International (follow the links to Technology Update: Safer Process Control Designs).（页面存档备份，存于）
- Journal of Creatology & TRIZ (Editor-in-chief:Sayed Mahdi Golestan Hashemi) Iran Research Center for Creatology,Innovation & TRIZ
- Taiwan TRIZ Association 中華萃思學會

## TRIZ 的精髓

### 39工程參數
1. 移动物体的重量
2. 静止物体的重量
3. 移动物体的长度
4. 静止物体的长度
5. 移动物体的面积
6. 静止物体的面积
7. 移动物体的体积
8. 静止物体的体积
9. 速度
10.力
11.张力/压力
12.形状
13.物体的稳定性
14.强度
15.移动物体的持久性
16.静止物体的持久性
17.温度
18.亮度
19.移动物体用的能源
20.非移动物体用的能源
21.功率
22.能源的浪费
23.物质的浪费
24.信息的流失
25.时间的浪费
26.物质的总量
27.可靠性
28.测量的准度
29.制造的准度
30.作用于物体的有害因素
31.有害的副作用
32.制造性
33.使用的便利性
34.修复性
35.适应性
36.设备的复杂性
37.控制的复杂性
38.自动化程度
39.产能/生产力
| 1. 移动物体的重量 | 11.张力/压力          | 21.功率                                   | 31.有害的副作用(物體產生有害因素) |
| 2. 静止物体的重量 | 12.形状               | 22.能源的浪费                             | 32.制造性                         |
| 3. 移动物体的长度 | 13.物体的稳定性       | 23.物质的浪费                             | 33.使用的便利性                   |
| 4. 静止物体的长度 | 14.强度               | 24.信息的流失                             | 34.修复性                         |
| 5. 移动物体的面积 | 15.移动物体的持久性   | 25.时间的浪费                             | 35.适应性                         |
| 6. 静止物体的面积 | 16.静止物体的持久性   | 26.物质的总量                             | 36.设备的复杂性                   |
| 7. 移动物体的体积 | 17.温度               | 27.可靠性                                 | 37.控制的复杂性(偵測與量測困難度) |
| 8. 静止物体的体积 | 18.亮度               | 28.测量的准度                             | 38.自动化程度                     |
| 9. 速度           | 19.移动物体用的能源   | 29.制造的准度                             | 39.产能/生产力                    |
| 10.力             | 20.非移动物体用的能源 | 30.作用于物体的有害因素(物體外在有害因素) |                                   |

### 40發明原則
再將其對應的解決法則，整理成矩陣的方式，提供了一個簡單查表的方式，讓我們能找到解決技術矛盾的原則，將這些找到的解決法則
| 1.分割         | 11.事先預防         | 21.快速作用       | 31.多孔材料     |
| 2.分離         | 12.等位能           | 22.將有害變成有益 | 32.顏色改變     |
| 3.局部品質     | 13.逆轉             | 23.回饋           | 33.同質性       |
| 4.非對稱性     | 14.曲度             | 24.中介物         | 34.丟棄與復原   |
| 5.合併         | 15.動態性           | 25.自助           | 35.參數改變     |
| 6.多功能       | 16.不足或過多的作用 | 26.複製           | 36.相轉變       |
| 7.巢狀結構     | 17.轉變至新的空間   | 27.拋棄式         | 37.熱膨脹       |
| 8.反重力       | 18.機械振動         | 28.機械系統替代   | 38.使用強氧化劑 |
| 9.預先的反作用 | 19.週期性動作       | 29.使用氣體或液體 | 39.鈍性環境     |
| 10.預先作用    | 20.連續的有用動作   | 30.彈性殼和薄膜   | 40.複合材料     |

### 物理矛盾與技術矛盾
物理矛盾是指系統中的某個參數的衝突特性，例如大小、長短、高低等等…譬如，我們對於私家車的「體積」(參數)，希望它「大」(特性)，讓乘客坐得舒適，又希望它「小」(特性)，可以容易停車。「大」「小」兩個特性是矛盾的。
技術矛盾則是指系統中的某個參數改善時，另一個參數變差了。譬如我們希望私家車的「動力」更好，但「油耗」會變差。「動力」和「油耗」兩個參數彼此矛盾，即為技術矛盾。

## 例子
- TRIZ in Fortune Magazine
- TRIZ in the Process Industry. Toru Nakagawa, Dec. 17, 2001（页面存档备份，存于）
- Pharmaceutical industry. TRIZcase study
- Integration and Use of TRIZ to solve some of industry's most difficult problems. Innovation TRIZ, Papers（页面存档备份，存于）
- Approaches to Application of TRIZ in Japan. Prof. Toru Nakagawa
- 40 Inventive Principles for.. (Business Examples, Social Examples, Architecture Examples, Food Technology Examples, Software Development Examples, etc... in triz-journal.com)
- 40 Inventive Principles with Applications in Universe Operations Management（页面存档备份，存于） (in The Anti TRIZ-journal)
- THE BIO-EFFECTS AND THEIR GUIDE IN TRIZ. A.Yu. Likhachev（页面存档备份，存于）
- 陸客來台觀光旅行業之困境與發展：運用TRIZ探討經營創新 （页面存档备份，存于）

## 其它可行的方法
- 普遍可行的方法
- TRIZ/ARIZ
- 演变
- 创造式个性的发展
- 商业性的TRIZ 软件。